# Бинг, Элизабет
Элизабет Бинг (англ. Elisabeth Dorothea Bing, урождённая Кёнигсбергер; 8 июля 1914, Берлин — 15 мая 2015, Нью-Йорк) — американский физиотерапевт и психолог, автор популярных книг и пособий по беременности и родам. Известна также как популяризатор метода Ламаза и сооснователь Lamaze International (первоначально American Society for Psychoprophylaxis in Obstetrics, 1960). В США известна как «The Mother of Lamaze».
Профессор клинической психологии Стэнфордского университета.

## Биография
Родилась в Грюнау, в еврейской семье, принявшей протестантизм. С приходом к власти нацистов в 1933 году эмигрировала в Великобританию, где стала физиотерапевтом. Её отец умер в 1932 году, а мать со старшим братом присоединились к ней в Лондоне несколькими годами позже.
Заинтересовавшись вскоре акушерством, она в 1949 году перебралась в Джексонвиль (штат Иллинойс) и занялась подготовкой беременных к естественным родам. В 1951 году вышла замуж за Фреда Макса Бинга (?—1984) и приняла решение остаться в США. С того же года начала работать в родильном отделении в манхэттенской больнице Маунт-Синай, где специализировалась на методе Ламаза С 1959 года ассистент кафедры акушерства и гинекологии медицинского колледжа Нью-Йорка. С 1962 года — в отделении детской психиатрии Стэнфордского университета, где в 1963 году защитила диссертацию доктора философии в клинической психологии (PhD); с 1964 года — доцент (Clinical Associate Professor).
В 1975 году основала «Центр Элизабет Бинг для родителей» (The Elisabeth Bing Center for Parents) на Верхнем Ист-Сайде (West 79th Street), где проводила психопрофилактическую подготовку к родам; через этот центр среди прочих прошли Йоко Оно и Джон Леннон, Ицхак Перлман, Пиа Задора, Эндрю Стайн, Энтони Перкинс, Сьюзан Сарандон, Эд Хайес, Боб Дилан.
Особенной известностью пользовалась её книга «Six Practical Lessons for an Easier Childbirth» (1967), выдержавшая ряд переизданий на нескольких языках. Основываясь на методе Ламаза, разработала и популяризовала методику «естественных родов».
Сын — Питер Бинг (род. 1955), антиковед, профессор и заведующий департаментом классических дисциплин в Университете Эмори.

## Книги
- A Practical Training Course for the Psychoprophylatctic Method of Childbirth (Lamaze technique). New York: American Society of Psychoprophylaxis in Obstetrics (ASPO), 1961, 1962, 1964.
- Six Practical Lessons for an Easier Childbirth. New York: Grosset & Dunlap, 1967; Bantam, 1981, 1992, 1994, 1999, 2010.
- The Adventure of Birth: experiences in the Lamaze method of prepared childbirth. Ace, 1970.
- Die Lamaze-Methode (Das Training für eine leichtere Geburt, на немецком языке). Marion von Schröder Verlag (Hamburg—Düsseldorf), 1971.
- A birth in the family. Bantam Books, 1973.
- Moving Through Pregnancy: The complete exercise guide for today’s woman. Bantam Books, 1975, 1976, 1979.
- Prepared Childbirth. Tobey Publishing Company, 1975.
- Making Love During Pregnancy. Bantam, 1977, 1986, 1989.
- La femme enceinte et la sexualité (на французском языке). Editions de l’Homme, 1978.
- L’Accouchement facile: 6 leçons pratiques (на французском языке). Editions de l’Homme, 1978.
- Seis Lecciones Practicas Para Facilitar El Parto (на испанском языке). Bantam, 1981.
- Sex während der Schwangerschaft (на немецком языке). Ullstein Verlag, 1982.
- We Gave Birth Together: Color Photographs and Dialogue of the Work, the Joy, and the Emotions of Childbirth. William Morrow and Company, 1983.
- Elisabeth Bing’s Pregnancy Diary. Bantam Books, 1983.
- Praktische Schwangerschaftsgymnastik (на немецком языке). Ullstein Taschenbuchvlg, 1983.
- Having a Baby After 30. Noonday Press, 1989.
- Les hommes de traverse (на французском языке). Des femmes, 1990.
- The Illustrated Book of Pregnancy and Childbirth. Facts on File, 1991.
- Elisabeth Bing’s Guide to Moving Through Pregnancy. Noonday Press, 1992.
- Losing Weight After Pregnancy: A Step-By-Step Guide to Postpartum Fitness. Hyperion, 1994; Piatkus Books, 1995.
- Laughter and Tears: The Emotional Life of New Mothers. Holt Paperbacks, 1997.
- Pregnancy and Childbirth: The Basic Illustrated Guide. Da Capo Press, 1997.
- Recuperar La Linea Despues Del Embarazo: Como Volver a Su Peso Y Estar En Forma Despues Del Parto (на испанском языке). LTC, 1997.
- Ejercicios Para Un Parto Facil (на испанском языке). Salud Natural Book 19. Integral Publishing, 2000.
- My Life in Birth: The Memoirs of Elisabeth Bing. Lamaze International, 2000.